# Los sueños de América
Los Sueños de América es un álbum grabado por la banda chilena Los Jaivas en colaboración con el músico brasileño Manduka en el año 1974, pero lanzado en España en 1979. Corresponde al quinto disco del grupo chileno, grabado en Argentina, y es una muestra de la interacción que consiguieron Los Jaivas con otros músicos de América Latina. Se presenta como un disco con alto contenido de fusión musical entre las raíces folclóricas y la improvisación musical basada en el jazz y el rock. Los temas del lado A son composiciones formales, mientras que en el lado B se da espacio a la libre improvisación (reminiscente de El Volantín, de (1971), especialmente en los dos últimos tracks del disco, que presenta la particularidad de tener líricas en español y en portugués.
Una leyenda editada con el disco reza: "Los sueños impresos en este álbum son el único resultado aparente de un simbólico Primer Encuentro Latinoamericano de la Soledad que los músicos concertaron en un rincón amado del litoral argentino, intentando conjugar la sabiduría de la montaña, la embriaguez del mar y el hermetismo de la selva".

## Datos

### Lista de canciones
Letra, música y arreglos de todos los temas: Manduka/Los Jaivas
Lado A
1. "Don Juan de la suerte" – 3:46
2. "Date una vuelta en el aire" – 6:05
3. "Tá bom tá que tá" – 5:38
4. "La centinela" – 4:29

Lado B
1. "Traguito de ron" – 3:23
2. "Los sueños de América" – 12:09
3. "Primer encuentro latinoamericano de la soledad" – 3:45

### Músicos
- Manduka: Voz, Guitarra acústica, Tumbadoras, Hidrófono, Palmas, Lorito, Caxexé.
- Gato Alquinta: Voz, Guitarra eléctrica, Charango, Flauta dulce, Trutruca, Berimbao.
- Mario Mutis: Bajo, Charango, Cuatro, Ocarina, Coros, Palmas.
- Gabriel Parra: Batería, Bombo legüero, Tumbadoras, Coros, Palmas.
- Eduardo Parra: Piano, Vibráfono, Bongó, Pandereta, Bombo legüero, Coros, Palmas.
- Claudio Parra: Piano, Rasca de metal, Maracas, Berimbao, Coros, Palmas.

### Personal
- Ingenieros de grabación: Terry Goldman, Jorge Silva
- Asistente de grabación: Carlos "Rosko" Melo
- Ingeniero de remasterización digital para edición CD: Jaime Valbuena
- Diseño de portada: Verónica Fernández
- Producción ejecutiva: Hernán Poblete, Alejandro Parra

### Ediciones
Este álbum, aunque grabado en 1974, fue editado en 1979, durante la estadía de Los Jaivas en Europa, a través del sello Movieplay de España. Existe otra edición que no fue masiva que sacó el sello Alerce, con Ricardo García, publicitado solo a través de la revista La Bicicleta, en Santiago de Chile, se editaron muy pocos vinilos y en mayor cantidad casetes. Esta edición fue remasterizada en CD y casete en 1995. Sin embargo, hoy en día no se encuentra disponible.

## Compilaciones
"Date una Vuelta en el Aire" y "La Centinela" fueron grabadas para Trilogía: El Reencuentro (1997), con la compañía de nuevos artistas, en versiones remozadas y efectivas, incluso más que sus originales. Esta versión de "Date una Vuelta en el Aire" vuelve a aparecer recopilada en el disco de cuecas En el Bar-Restaurant 'Lo Que Nunca Se Supo' (2000). Las pistas originales "La Centinela" y "Ta Bom Ta Que Ta" fueron seleccionadas para aparecer en el recopilatorio Obras Cumbres, editado en 2002.